# Eucalyptus globulus subsp. maidenii
El eucalipto de Maiden (Eucalyptus globulus subsp. maidenii), es una subespecie nativa del este de Victoria y el sureste de Nueva Gales del Sur, Australia. Crece en bosques húmedos en valles en suelos fértiles en valles de cordilleras subcosteras.

## Descripción
Es un árbol que crece a 40 m, ocasionalmente hasta 75 m de alto. La corteza es blanca, amarilla, naranja pálida o blanca-grisácea y lisa, mudándola hasta el nivel del suelo. Las hojas juveniles miden 15 cm de largo y 9 cm de ancho, y las hojas adultas hasta 25 cm de largo y 2,4 cm de ancho. La inflorescencia es de 7 flores.
Muchos botánicos consideran Eucalyptus maidenii una subespecie de Eucalyptus globulus. Esto es apoyado por el Real Jardín Botánico de Melbourne, pero no por el Real Jardín Botánico de Sídney donde se le considera una especie separada.

## Taxonomía
Eucalyptus maidenii fue descrita por Ferdinand von Mueller y publicado en Proceedings of the Linnean Society of New South Wales, ser. 2 4: 1020, pl. 28–29. 1890.
Etimología
Eucalyptus: nombre genérico que proviene del griego antiguo: eû = "bien, justamente" y kalyptós = "cubierto, que recubre". En Eucalyptus L'Hér., los pétalos, soldados entre sí y a veces también con los sépalos, forman parte del opérculo, perfectamente ajustado al hipanto, que se desprende a la hora de la floración.
maidenii: epíteto otorgado en honor del botánico Joseph Henry Maiden.